# Cazevieille
Cazevieille [ka.zə.vjɛ.jə] (nom officiel, en occitan Casavièlha [ka.zo̞.'βiɛ.ʎo̞]), ou localement Cazevieille-Pic-Saint-Loup, est une commune française située dans le nord-est du département de l'Hérault, en région Occitanie.
Exposée à un climat méditerranéen, elle est drainée par la Déridière, le ruisseau de Yorgues et par deux autres cours d'eau. La commune possède un patrimoine naturel remarquable : deux sites Natura 2000 (le « pic Saint-Loup » et les « hautes garrigues du Montpelliérais ») et quatre zones naturelles d'intérêt écologique, faunistique et floristique.
Cazevieille est une commune rurale qui compte 228 habitants en 2022, après avoir connu une forte hausse de la population depuis 1975. Elle fait partie de l'aire d'attraction de Montpellier. Ses habitants sont appelés les Cazevieillains et Cazevieillaines.

## Géographie
Cazevieille est située au nord ouest de Montpellier non loin des communes de Saint-Mathieu-de-Treviers et Saint-Jean-de-Cuculles.
Le pic Saint-Loup est situé dans le territoire de la commune de Cazevieille.

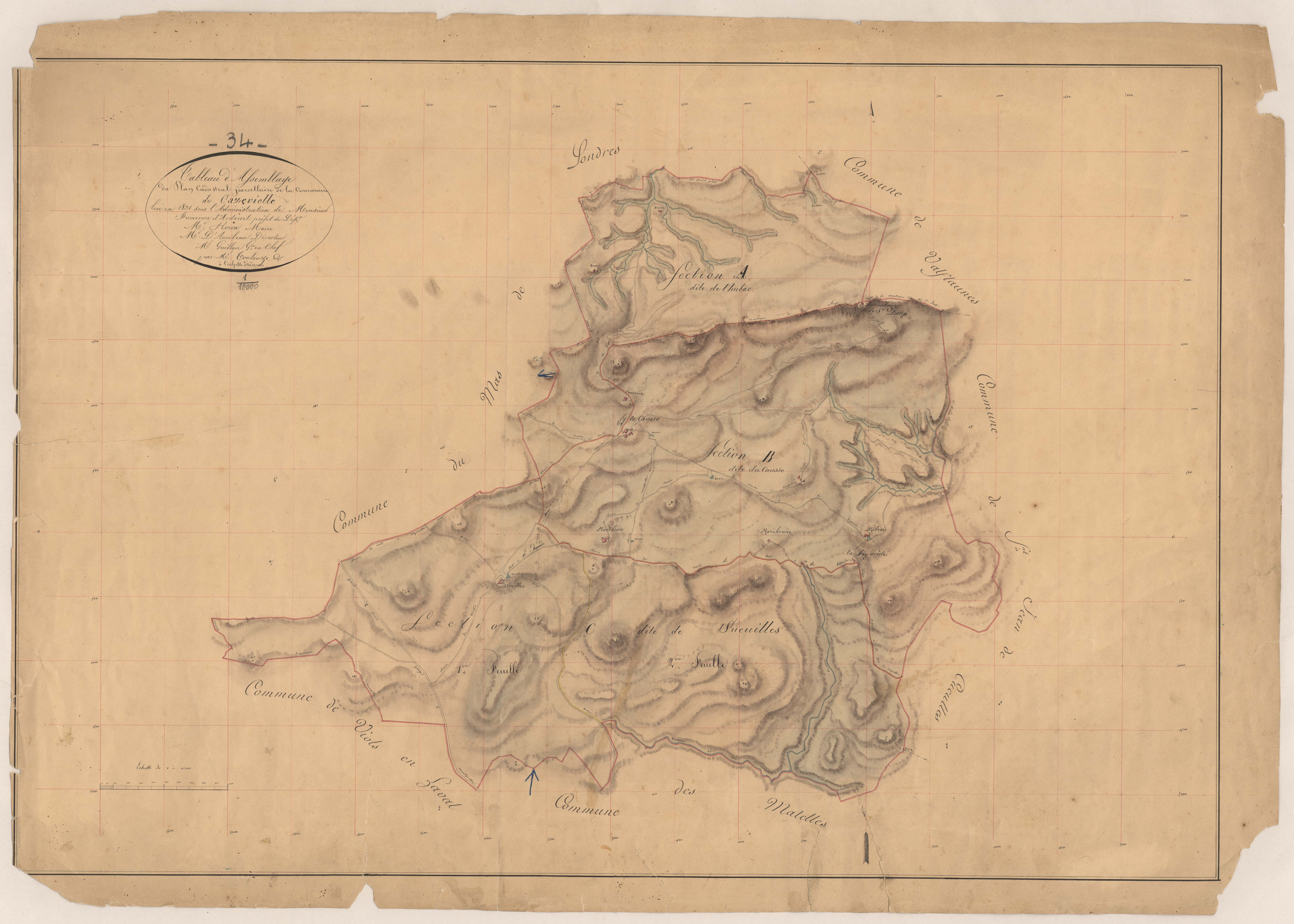
Cadastre napoléonien : tableau d'assemblage (1832).

### Communes limitrophes
Les communes limitrophes sont  Les Matelles, Mas-de-Londres, Saint-Jean-de-Cuculles, Valflaunès et Viols-en-Laval.

### Climat
Pour des articles plus généraux, voir Climat de l'Occitanie et Climat de l'Hérault.
En 2010, le climat de la commune est de type climat méditerranéen franc, selon une étude s'appuyant sur une série de données couvrant la période 1971-2000. En 2020, Météo-France publie une typologie des climats de la France métropolitaine dans laquelle la commune est exposée à un climat méditerranéen et est dans la région climatique Provence, Languedoc-Roussillon, caractérisée par une pluviométrie faible en été, un très bon ensoleillement (2 600 h/an), un été chaud (21,5 °C), un air très sec en été, sec en toutes saisons, des vents forts (fréquence de 40 à 50 % de vents > 5 m/s) et peu de brouillards.
Pour la période 1971-2000, la température annuelle moyenne est de 12,7 °C, avec une amplitude thermique annuelle de 16,2 °C. Le cumul annuel moyen de précipitations est de 1 047 mm, avec 6,6 jours de précipitations en janvier et 3 jours en juillet. Pour la période 1991-2020, la température moyenne annuelle observée sur la station météorologique la plus proche, située sur la commune de Saint-Martin-de-Londres à 5 km à vol d'oiseau, est de 13,8 °C et le cumul annuel moyen de précipitations est de 1 087,5 mm,. Pour l'avenir, les paramètres climatiques de la commune estimés pour 2050 selon différents scénarios d'émission de gaz à effet de serre sont consultables sur un site dédié publié par Météo-France en novembre 2022.

### Milieux naturels et biodiversité

#### Réseau Natura 2000

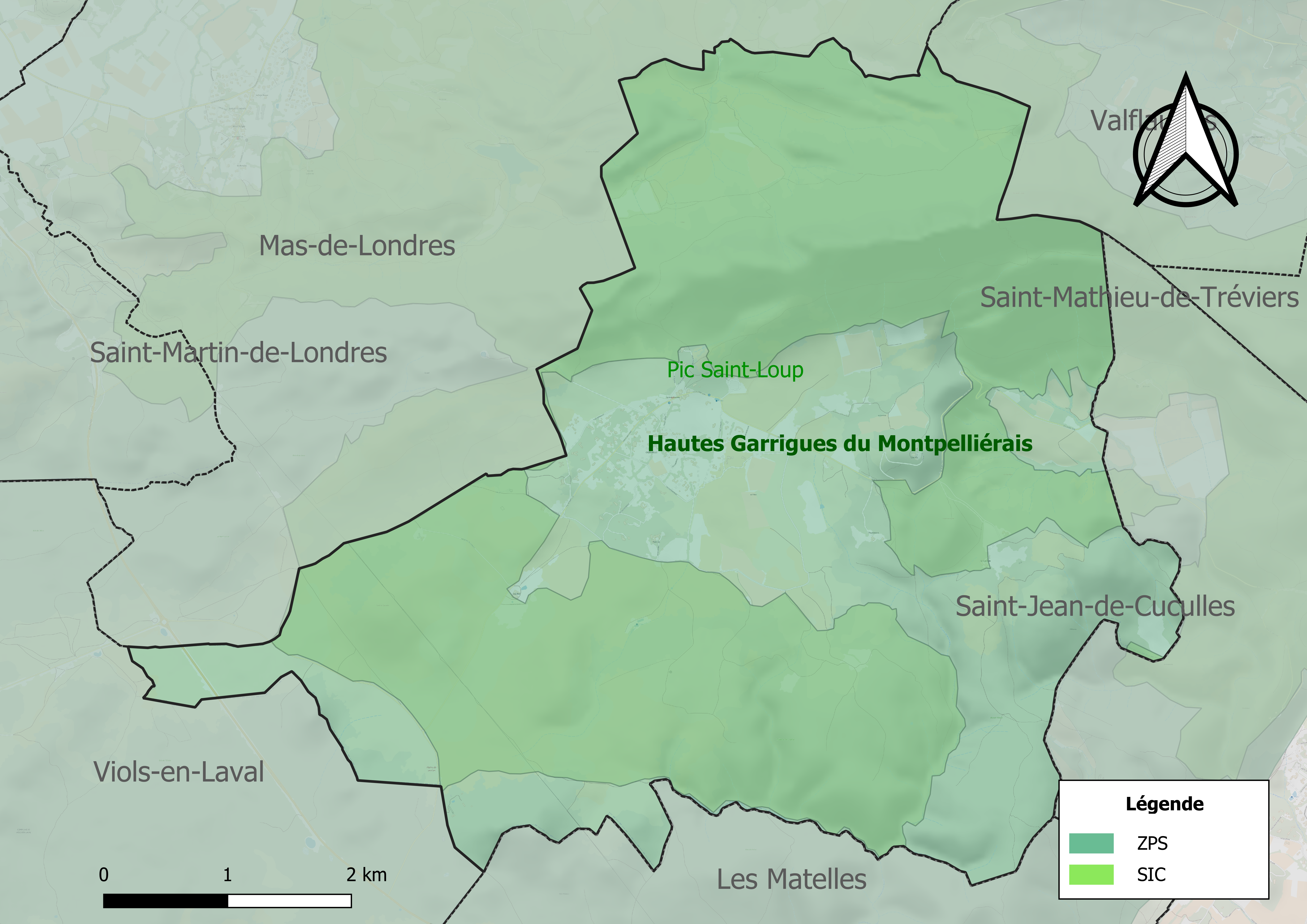
Site Natura 2000 sur le territoire communal.

Le réseau Natura 2000 est un réseau écologique européen de sites naturels d'intérêt écologique élaboré à partir des directives habitats et oiseaux, constitué de zones spéciales de conservation (ZSC) et de zones de protection spéciale (ZPS).
Un site Natura 2000 a été défini sur la commune au titre de la directive habitats :
- le « pic Saint-Loup », d'une superficie de 4 430 ha, comprenant de grandes étendues de pelouses et de matorrals à genévrier oxycèdre, en particulier, caractéristiques d'une pratique séculaire du pastoralisme. Les falaises du Pic-Saint-Loup et de l'Hortus recèlent trois espèces végétales endémiques (Erodium foetidum, Saxifraga cebennensis, Hieracium stelligerum)[11]

et un au titre de la directive oiseaux : 
- les « hautes garrigues du Montpelliérais », d'une superficie de 45 444 ha, abritant trois couples d'Aigles de Bonelli, soit 30 % des effectifs régionaux[12].

#### Zones naturelles d'intérêt écologique, faunistique et floristique
L’inventaire des zones naturelles d'intérêt écologique, faunistique et floristique (ZNIEFF) a pour objectif de réaliser une couverture des zones les plus intéressantes sur le plan écologique, essentiellement dans la perspective d’améliorer la connaissance du patrimoine naturel national et de fournir aux différents décideurs un outil d’aide à la prise en compte de l’environnement dans l’aménagement du territoire.
Deux ZNIEFF de type 1 sont recensées sur la commune :
le « pic Saint-Loup » (818 ha), couvrant 5 communes du département et 
la « plaine de Notre-Dame-de-Londres et du Mas-de-Londres » (3 483 ha), couvrant 6 communes du département
et deux ZNIEFF de type 2, : 
- les « garrigues boisées du nord-ouest du Montpelliérais » (16 219 ha), couvrant 17 communes du département[16] ;
- les « Pic-Saint-Loup et Hortus » (11 816 ha), couvrant 14 communes dont une dans le Gard et 13 dans l'Hérault[17].

Carte des ZNIEFF de type 1 et 2 à Cazevieille.
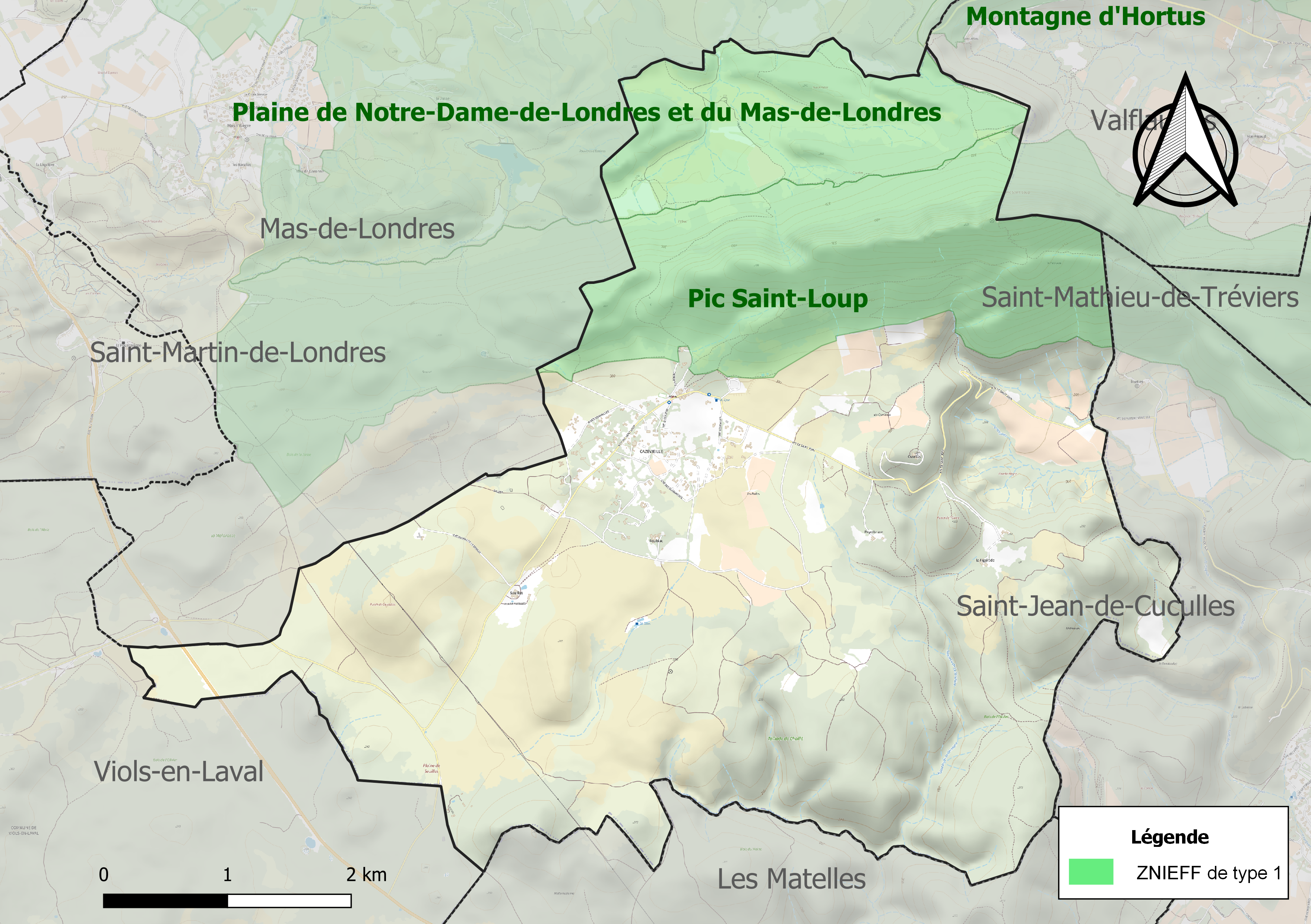
Carte des ZNIEFF de type 1 sur la commune.
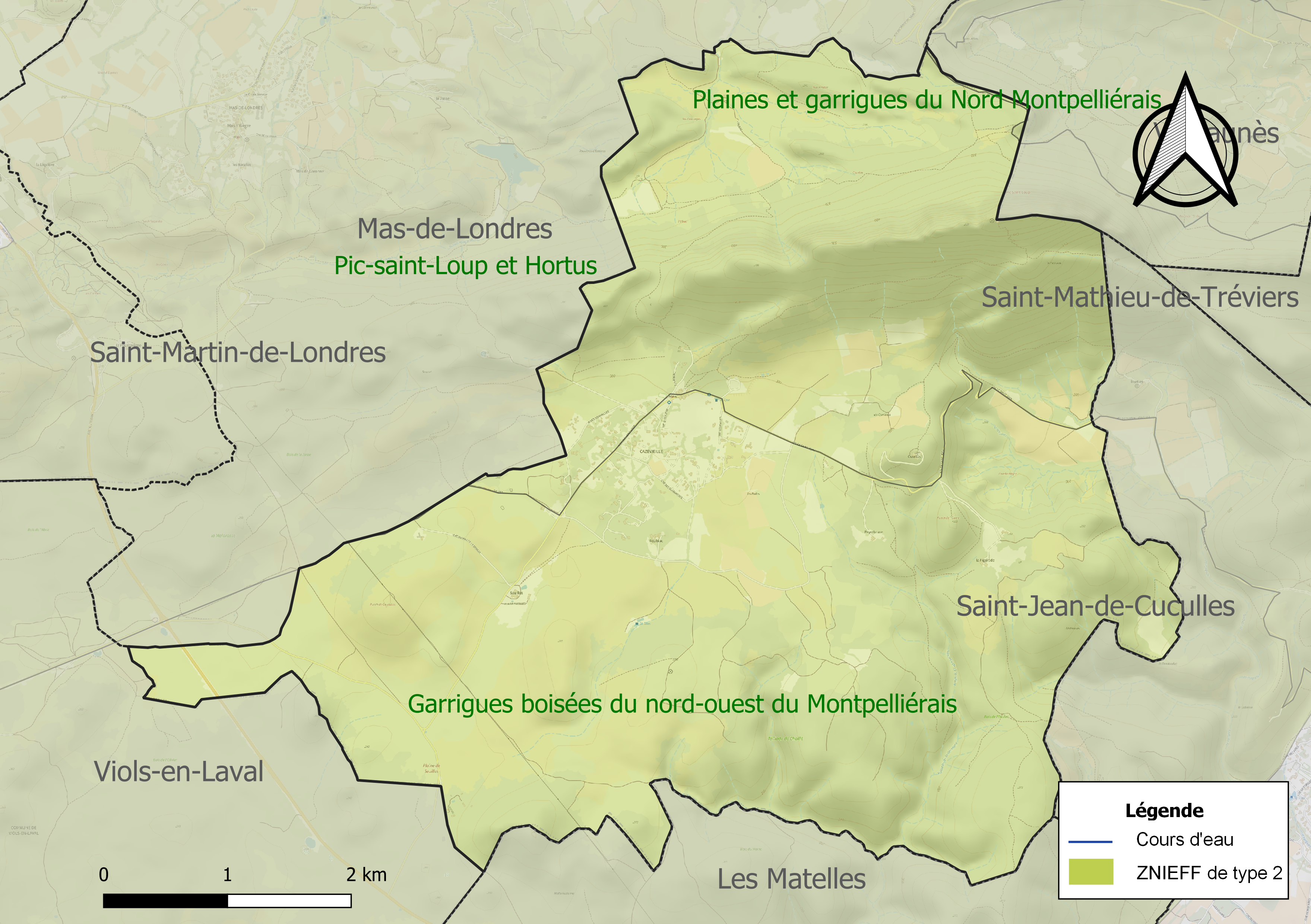
Carte des ZNIEFF de type 2 sur la commune.

## Urbanisme

### Typologie
Au 1er janvier 2024, Cazevieille est catégorisée commune rurale à habitat très dispersé, selon la nouvelle grille communale de densité à sept niveaux définie par l'Insee en 2022.
Elle est située hors unité urbaine. Par ailleurs la commune fait partie de l'aire d'attraction de Montpellier, dont elle est une commune de la couronne,. Cette aire, qui regroupe 161 communes, est catégorisée dans les aires de 700 000 habitants ou plus (hors Paris),.

### Occupation des sols
L'occupation des sols de la commune, telle qu'elle ressort de la base de données européenne d’occupation biophysique des sols Corine Land Cover (CLC), est marquée par l'importance des forêts et milieux semi-naturels (94,8 % en 2018), en diminution par rapport à 1990 (96,3 %). La répartition détaillée en 2018 est la suivante : 
milieux à végétation arbustive et/ou herbacée (78,4 %), forêts (16,3 %), zones urbanisées (3,6 %), cultures permanentes (1,1 %), zones agricoles hétérogènes (0,5 %). L'évolution de l’occupation des sols de la commune et de ses infrastructures peut être observée sur les différentes représentations cartographiques du territoire : la carte de Cassini (XVIIIe siècle), la carte d'état-major (1820-1866) et les cartes ou photos aériennes de l'IGN pour la période actuelle (1950 à aujourd'hui).

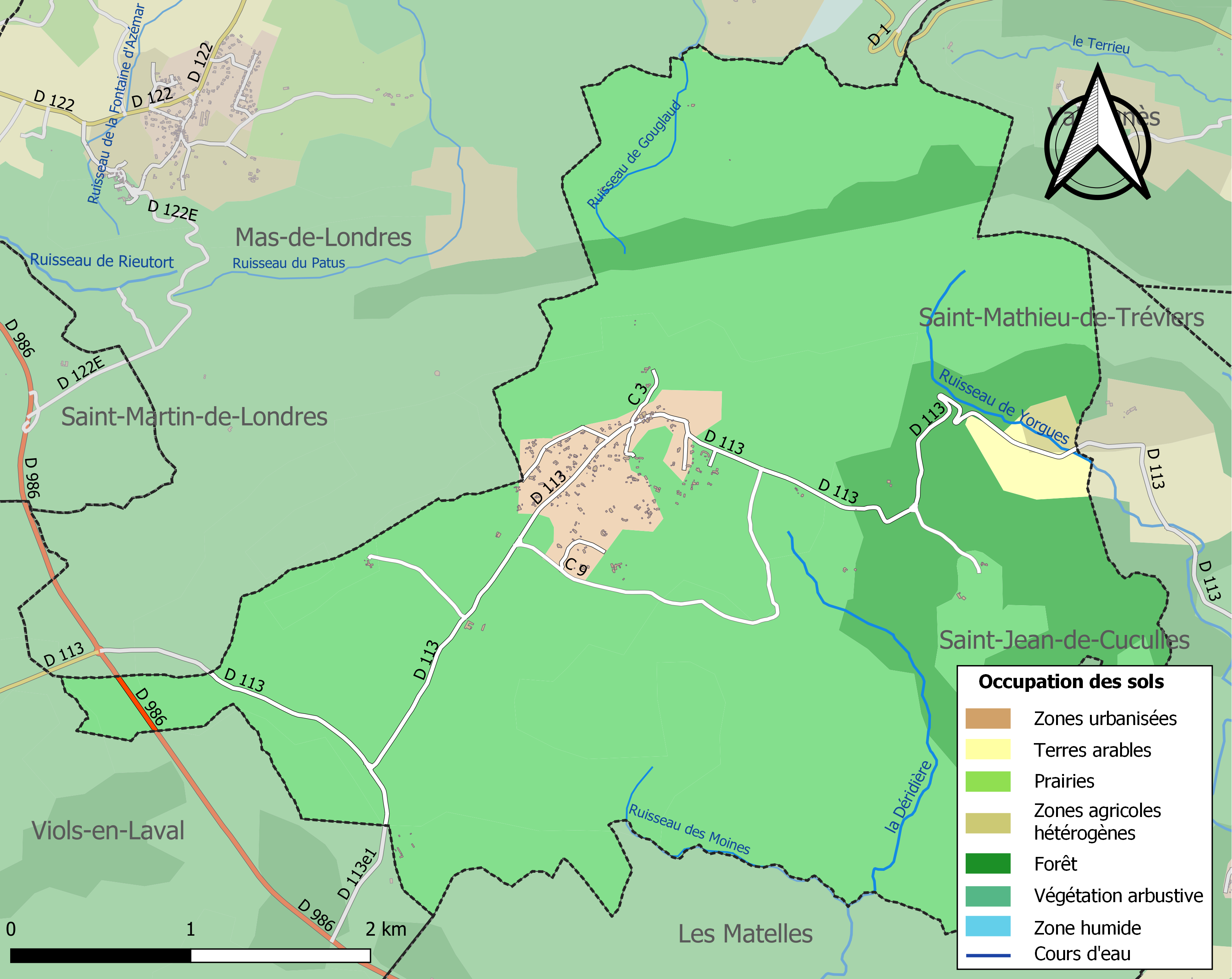
Carte des infrastructures et de l'occupation des sols de la commune en 2018 (CLC).

### Risques majeurs
Le territoire de la commune de Cazevieille est vulnérable à différents aléas naturels : météorologiques (tempête, orage, neige, grand froid, canicule ou sécheresse), inondations, feux de forêts et séisme (sismicité faible). Il est également exposé à un risque technologique,  le transport de matières dangereuses. Un site publié par le BRGM permet d'évaluer simplement et rapidement les risques d'un bien localisé soit par son adresse soit par le numéro de sa parcelle.

#### Risques naturels
Certaines parties du territoire communal sont susceptibles d’être affectées par le risque d’inondation par débordement de cours d'eau, notamment La commune a été reconnue en état de catastrophe naturelle au titre des dommages causés par les inondations et coulées de boue survenues en 1982, 2003, 2005, 2014, 2017 et 2020,.
Cazevieille est exposée au risque de feu de forêt. Un plan départemental de protection des forêts contre les incendies (PDPFCI) a été approuvé en juin 2013 et court jusqu'en 2022, où il doit être renouvelé. Les mesures individuelles de prévention contre les incendies sont précisées par deux arrêtés préfectoraux et s’appliquent dans les zones exposées aux incendies de forêt et à moins de 200 mètres de celles-ci. L’arrêté du 25 avril 2002 réglemente l'emploi du feu en interdisant notamment d’apporter du feu, de fumer et de jeter des mégots de cigarette dans les espaces sensibles et sur les voies qui les traversent sous peine de sanctions. L'arrêté du 11 mars 2013 rend le débroussaillement obligatoire, incombant au propriétaire ou ayant droit,.

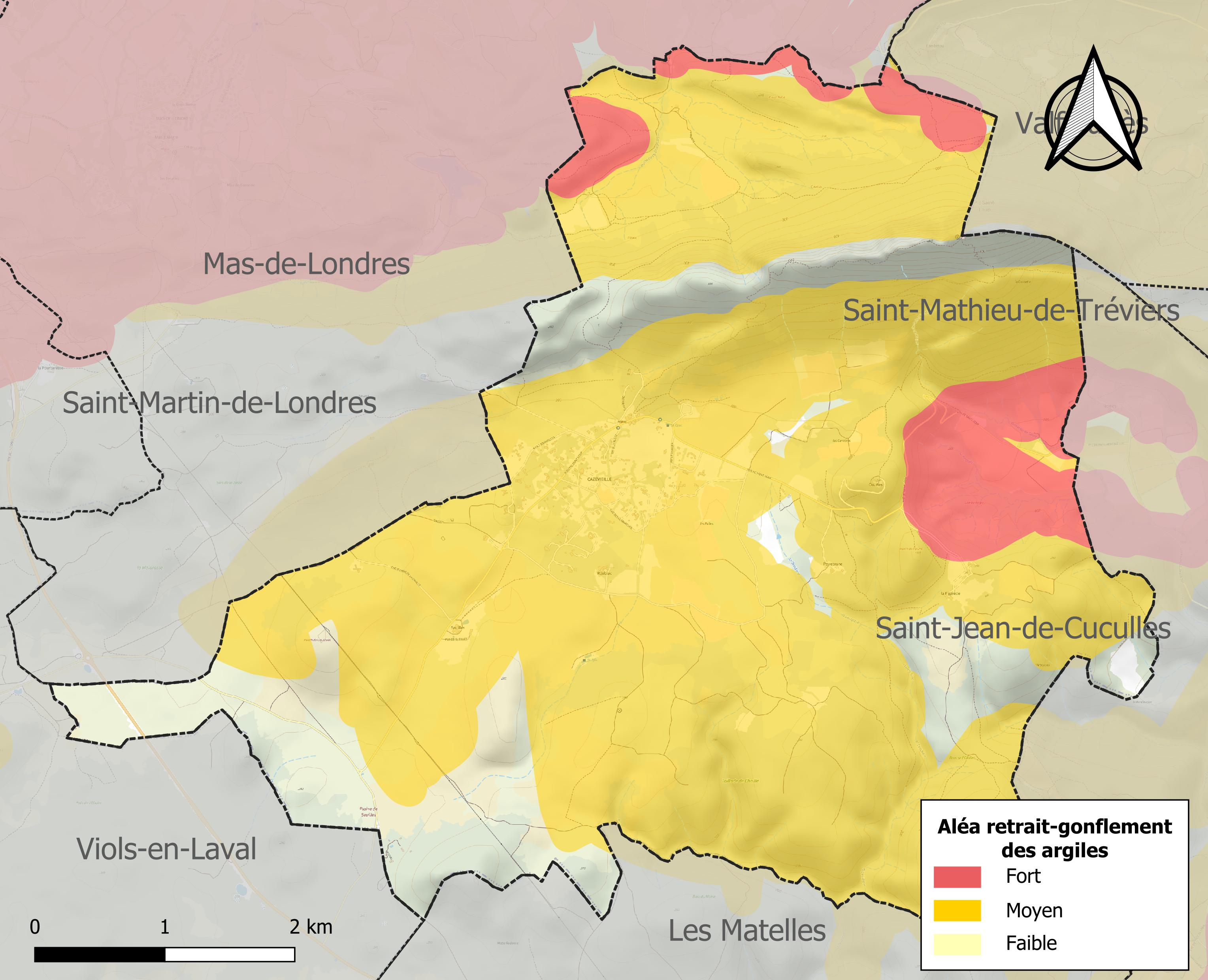
Carte des zones d'aléa retrait-gonflement des sols argileux de Cazevieille.

Le retrait-gonflement des sols argileux est susceptible d'engendrer des dommages importants aux bâtiments en cas d’alternance de périodes de sécheresse et de pluie. 81,7 % de la superficie communale est en aléa moyen ou fort (59,3 % au niveau départemental et 48,5 % au niveau national). Sur les 101 bâtiments dénombrés sur la commune en 2019, 100 sont en aléa moyen ou fort, soit 99 %, à comparer aux 85 % au niveau départemental et 54 % au niveau national. Une cartographie de l'exposition du territoire national au retrait gonflement des sols argileux est disponible sur le site du BRGM,.
Par ailleurs, afin de mieux appréhender le risque d’affaissement de terrain, l'inventaire national des cavités souterraines permet de localiser celles situées sur la commune.

#### Risques technologiques
Le risque de transport de matières dangereuses sur la commune est lié à sa traversée par des infrastructures routières ou ferroviaires importantes ou la présence d'une canalisation de transport d'hydrocarbures. Un accident se produisant sur de telles infrastructures est susceptible d’avoir des effets graves sur les biens, les personnes ou l'environnement, selon la nature du matériau transporté. Des dispositions d’urbanisme peuvent être préconisées en conséquence.

## Histoire
- De nombreux tumulus du chalcolithique (âge du cuivre) sont présents à Cazevieille, ce qui atteste une présence humaine dès la préhistoire.
- Aucune trace de la période gallo-romaine ou wisigothique, mais il y avait probablement un habitat non construit en pierre.
- En 1185 environ le château de Montferrand est construit et est occupé par une garnison de cinq ou six hommes. À la même époque, le mas de la Tourrière se construit et son exploitation commence. Le territoire appartient alors au comte de Melgueil.
- En 1250 le territoire passe sous l'autorité de l'évêque de Maguelonne. Les mas de La Figarède et Roubiac se construisent.
- Rien ne change par la suite jusqu'à la Révolution.

## Politique et administration
| Période     | Période         | Identité                | Étiquette | Qualité                                                                  |
| ----------- | --------------- | ----------------------- | --------- | ------------------------------------------------------------------------ |
| 1947        | 1965            | Joseph Olivier          |           |                                                                          |
| 1965        | 1968            | Jacques Olivier         |           |                                                                          |
| 1968        | 1989            | Edmond Vailhé           |           |                                                                          |
| 1989        | 28 février 2023 | Jean Vallon (1949-2023) | SE        | coiffeur, créateur de Jean Vallon Coiffure, groupe de salons de coiffure |
| 5 juin 2023 | En cours        | Thomas Bay              |           |                                                                          |

## Démographie
La démographie a peu évolué jusqu'à la dernière guerre avec une moyenne de 70 habitants au cours des siècles (à peu près feux par masse)

L'évolution du nombre d'habitants est connue à travers les recensements de la population effectués dans la commune depuis 1793. Pour les communes de moins de 10 000 habitants, une enquête de recensement portant sur toute la population est réalisée tous les cinq ans, les populations de référence des années intermédiaires étant quant à elles estimées par interpolation ou extrapolation. Pour la commune, le premier recensement exhaustif entrant dans le cadre du nouveau dispositif a été réalisé en 2005.

En 2022, la commune comptait 228 habitants, en évolution de +23,91 % par rapport à 2016 (Hérault : +7,49 %, France hors Mayotte : +2,11 %).
| 1793 | 1800 | 1806 | 1821 | 1831 | 1836 | 1841 | 1846 | 1851 |
| ---- | ---- | ---- | ---- | ---- | ---- | ---- | ---- | ---- |
| 74   | 77   | 100  | 73   | 72   | 69   | 55   | 60   | 63   |

| 1856 | 1861 | 1866 | 1872 | 1876 | 1881 | 1886 | 1891 | 1896 |
| ---- | ---- | ---- | ---- | ---- | ---- | ---- | ---- | ---- |
| 70   | 77   | 67   | 58   | 66   | 70   | 69   | 54   | 54   |

| 1901 | 1906 | 1911 | 1921 | 1926 | 1931 | 1936 | 1946 | 1954 |
| ---- | ---- | ---- | ---- | ---- | ---- | ---- | ---- | ---- |
| 51   | 51   | 44   | 36   | 55   | 61   | 64   | 30   | 38   |

| 1962 | 1968 | 1975 | 1982 | 1990 | 1999 | 2005 | 2006 | 2010 |
| ---- | ---- | ---- | ---- | ---- | ---- | ---- | ---- | ---- |
| 31   | 26   | 24   | 58   | 105  | 118  | 166  | 166  | 184  |

| 2015 | 2020 | 2022 | - | - | - | - | - | - |
| ---- | ---- | ---- | - | - | - | - | - | - |
| 181  | 230  | 228  | - | - | - | - | - | - |

## Économie

### Revenus
En 2018, la commune compte 76 ménages fiscaux, regroupant 201 personnes. La médiane du revenu disponible par unité de consommation est de 32 990 € (20 330 € dans le département).

### Emploi
|                | 2008   | 2013   | 2018  |
| -------------- | ------ | ------ | ----- |
| Commune        | 6,1 %  | 7,1 %  | 8,1 % |
| Département    | 10,1 % | 11,9 % | 12 %  |
| France entière | 8,3 %  | 10 %   | 10 %  |

En 2018, la population âgée de 15 à 64 ans s'élève à 117 personnes, parmi lesquelles on compte 74,1 % d'actifs (65,9 % ayant un emploi et 8,1 % de chômeurs) et 25,9 % d'inactifs,. Depuis 2008, le taux de chômage communal (au sens du recensement) des 15-64 ans est inférieur à celui de la France et du département.
La commune fait partie de la couronne de l'aire d'attraction de Montpellier, du fait qu'au moins 15 % des actifs travaillent dans le pôle,. Elle compte 27 emplois en 2018, contre 27 en 2013 et 28 en 2008. Le nombre d'actifs ayant un emploi résidant dans la commune est de 80, soit un indicateur de concentration d'emploi de 34,3 % et un taux d'activité parmi les 15 ans ou plus de 53,9 %.
Sur ces 80 actifs de 15 ans ou plus ayant un emploi, 10 travaillent dans la commune, soit 13 % des habitants. Pour se rendre au travail, 89,1 % des habitants utilisent un véhicule personnel ou de fonction à quatre roues, 4,3 % les transports en commun, 2,2 % s'y rendent en deux-roues, à vélo ou à pied et 4,3 % n'ont pas besoin de transport (travail au domicile).

### Activités hors agriculture
44 établissements sont implantés  à Cazevieille au 31 décembre 2019. Le tableau ci-dessous en détaille le nombre par secteur d'activité et compare les ratios avec ceux du département,.
| Secteur d'activité                                                                                        | Commune | Commune | Département |
| Secteur d'activité                                                                                        | Nombre  | %       | %           |
| --- | ------- | ------- | ----------- |
| Ensemble                                                                                                  | 44      |         |             |
| Industrie manufacturière, industries extractives et autres                                                | 2       | 4,5 %   | (6,7 %)     |
| Construction                                                                                              | 7       | 15,9 %  | (14,1 %)    |
| Commerce de gros et de détail, transports, hébergement et restauration                                    | 6       | 13,6 %  | (28 %)      |
| Activités financières et d'assurance                                                                      | 8       | 18,2 %  | (3,2 %)     |
| Activités spécialisées, scientifiques et techniques et activités de services administratifs et de soutien | 11      | 25 %    | (17,1 %)    |
| Administration publique, enseignement, santé humaine et action sociale                                    | 5       | 11,4 %  | (14,2 %)    |
| Autres activités de services                                                                              | 5       | 11,4 %  | (8,1 %)     |

Le secteur des activités spécialisées, scientifiques et techniques et des activités de services administratifs et de soutien est prépondérant sur la commune puisqu'il représente 25 % du nombre total d'établissements de la commune (11 sur les 44 entreprises implantées  à Cazevieille), contre 17,1 % au niveau départemental.

### Agriculture
|               | 1988 | 2000 | 2010 | 2020 |
| ------------- | ---- | ---- | ---- | ---- |
| Exploitations | 1    | 2    | 1    | 4    |
| SAU (ha)      | 7    | 70   | 8    | 26   |

La commune est dans les Garrigues, une petite région agricole occupant une partie du centre et du nord-est du département de l'Hérault. En 2020, l'orientation technico-économique de l'agriculture  sur la commune est la viticulture. Quatre exploitations agricoles ayant leur siège dans la commune sont dénombrées lors du recensement agricole de 2020 (un en 1988). La superficie agricole utilisée est de 26 ha,,.

## Culture locale et patrimoine

### Lieux et monuments
Avec Saint-Mathieu-de-Tréviers, Cazevieille est le point de départ des randonnées pédestres menant au sommet du pic Saint-Loup (658 mètres d'altitude), situé à la limite des deux communes. La plus grande partie du sentier suit celui de grande randonnée no 60.
- Église de l'Invention-de-Saint-Étienne de Cazevieille.
- Église Saint-Étienne de La Figarède.
- Chapelle Saint-Joseph de Pic Saint-Loup.

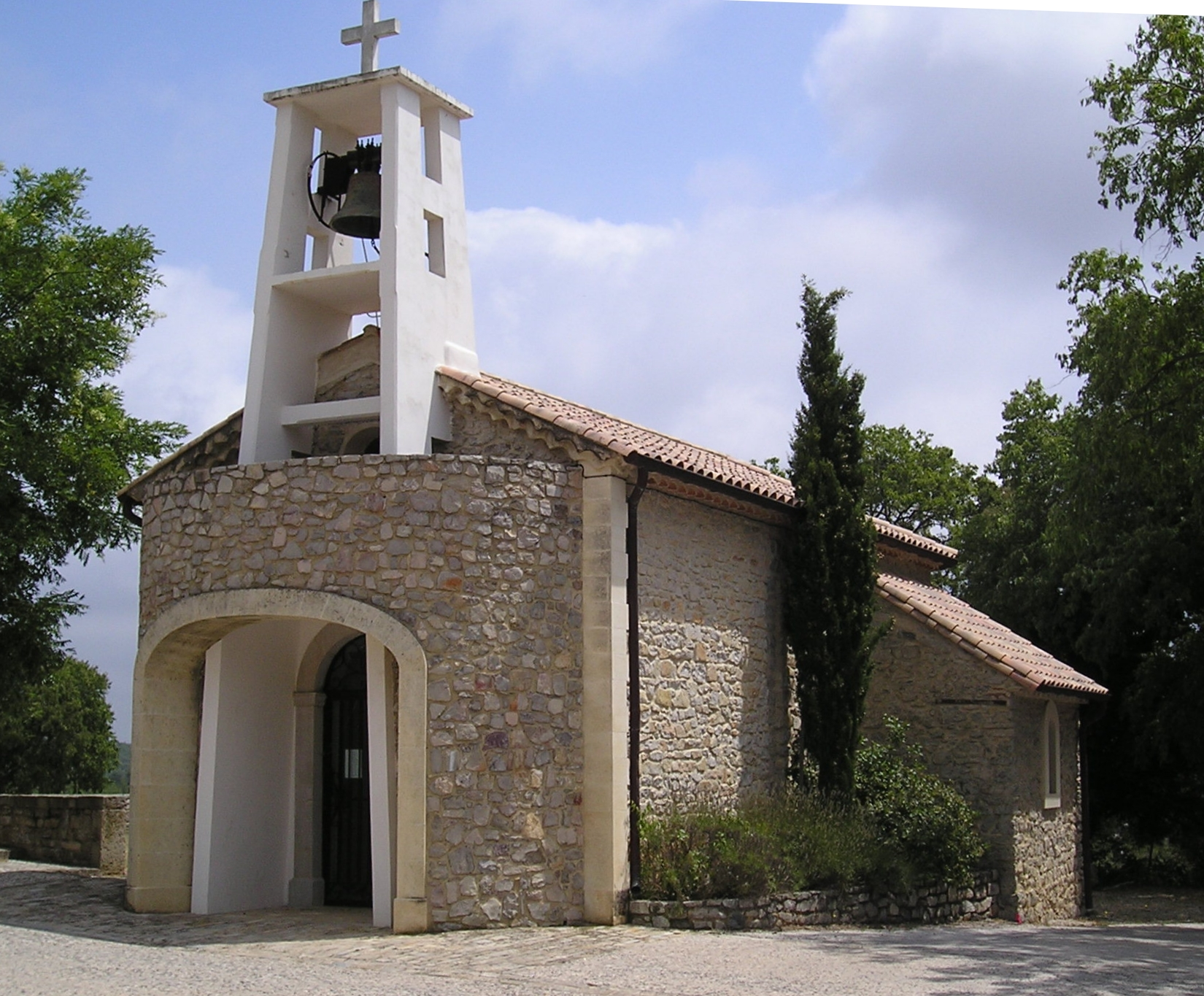
Église de l'Invention-de-Saint-Étienne de Cazevieille
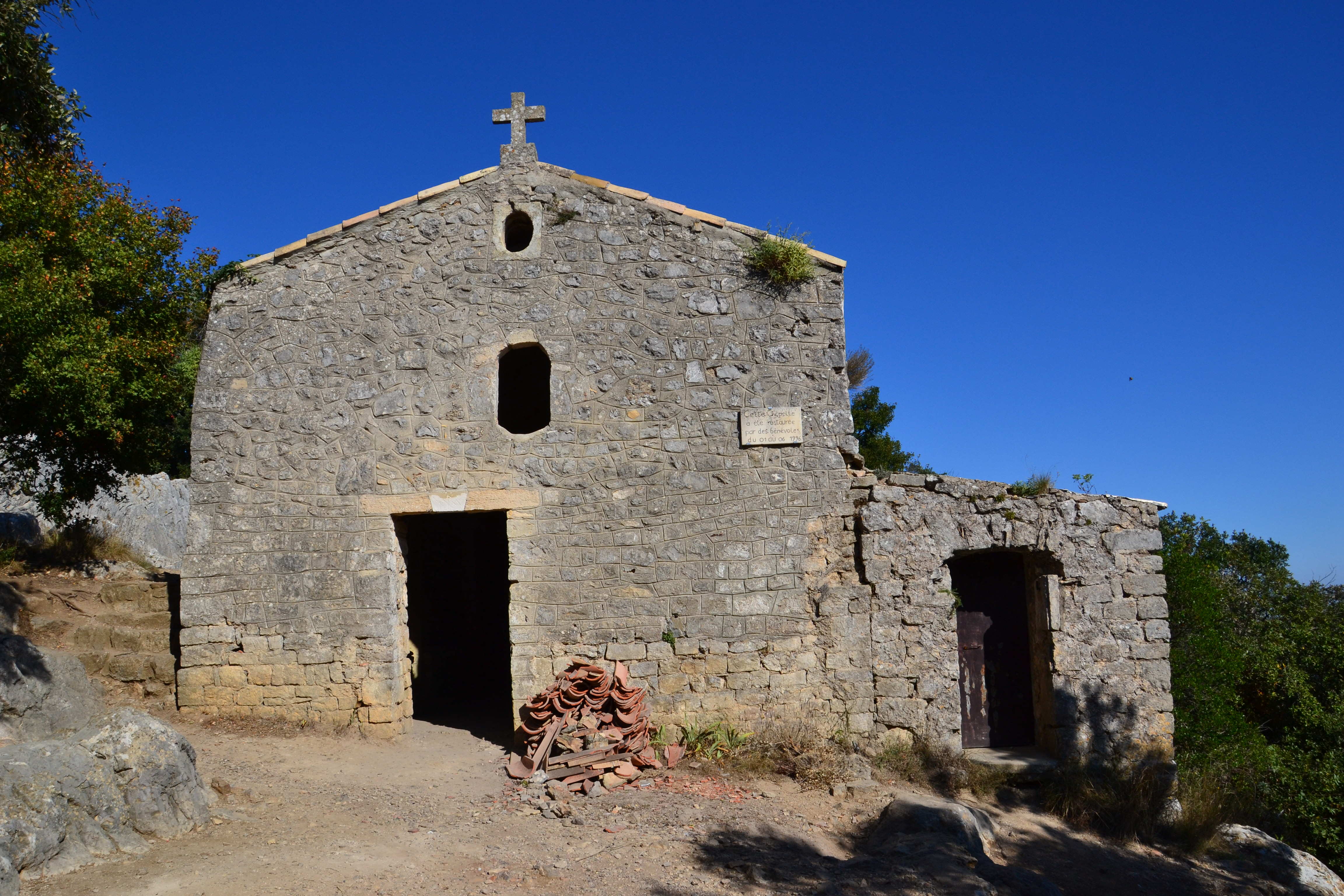
Chapelle Saint-Joseph de Pic Saint-Loup

### Les mas
- Tourrière : c'est le mas le plus ancien, au XVIIe siècle un bâtiment lui est accolé.
- La Figarède.
- Roubiac : il a été créé par Guillaume de Robiac.
- Sueilles : ce mas a été construit en 1590 par Jehan de la Figarède pour y installer ses deux filles. Son nom vient probablement de siolhe qui signifie amas de pierres car le mas a été construit sur une ancienne verrerie détruite.
- Le Causse : il a été construit en 1600 environ.
- Courtès et Peyre-Brune : Ils ont été construits également en 1600 en appoint de la Figarède et de Sueilles.
- Hubac : c'est le mas le plus récent, il a été construit au XVIIIe ou XIXe siècle dans la vallée de Fombétou.

### Héraldique
|  | Les armoiries de Cazevieille se blasonnent ainsi : d'argent à l'aigle de sable, accompagnée en chef de trois étoiles d'azur. |

### Fonds d'archives
- Fonds : Archives communales de Cazevieille (1686-1929) [0,30 ml].  Cote : 66 EDT. Montpellier : Archives départementales de l'Hérault (présentation en ligne).